# Мост Виктории
Мост Виктории (англ. Victoria Bridge) — 61-метровый однопролётный железнодорожный мост через реку Северн между станциями Арли и Бьюдли железной дороги Severn Valley Railway в Вустершире (Англия). Открыт для движения 31 января 1861 года. Линия была закрыта в 1963 году, затем возобновила работу как историческая железная дорога. Конструкция моста практически идентична мосту Альберта Эдуарда, который также перекинут через Северн в Коалбрукдейле в Шропшире. Оба моста спроектированы Джоном Фаулером.
Мост Виктории представляет собой чугунный арочный мост с четырьмя арочными элементами, каждый из которых состоит из девяти частей, скреплённых болтами. Элементы арок отлиты компанией Coalbrookdale Company, строительство моста вели компании Томаса Брасси, Сэмюэла Мортона Пето и Эдварда Беттса.
Мост запечатлён в фильме 1978 года «Тридцать девять ступеней» британского режиссёра Дона Шарпа.

## Ремонт

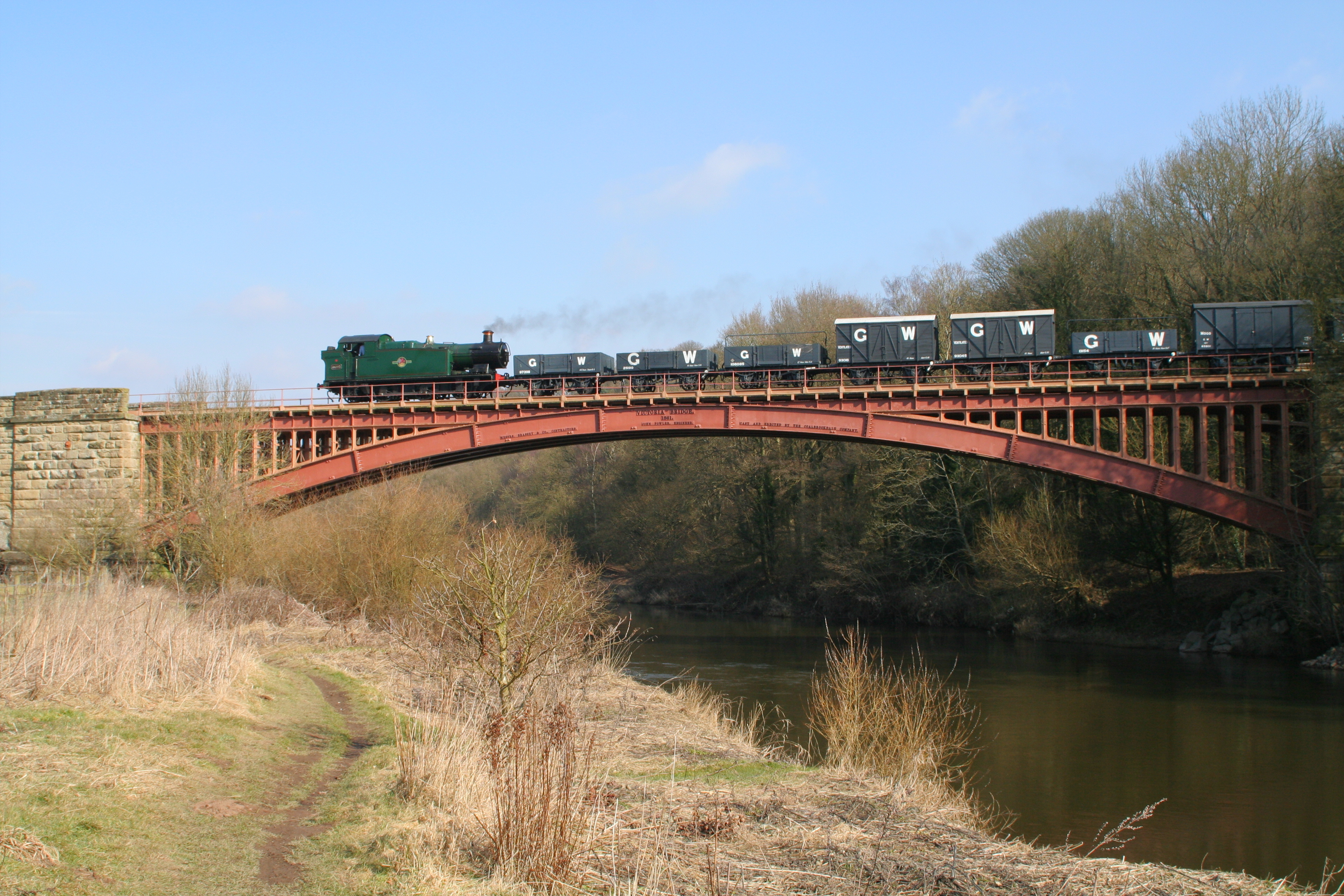
Исторический товарный поезд на мосту Виктории.

Из-за возраста мост требует значительных затрат на поддержание в рабочем состоянии. В 2004 году он был закрыт в течение шести недель для проведения капитального ремонта, который включал установку нового стального полотна и перекраску. Во время праздничного открытия обновлённого моста ленточку перерезала женщина по имени Виктория Бридж (англ. Victoria Bridge — в английском варианте имя полностью совпадает с названием моста)..
Ранее покрытие моста состояло из старых деревянных шпал, которые в конце концов сгнили. Ремонт моста был отмечен в 2005 году наградой Института гражданских инженеров. Для сохранения целостности конструкции скорость движения по нему ограничена 15 милями в час.

## Дополнительные источники
- BBC News. Hunt for Vicky proves successful (29 января 2004). Дата обращения: 23 апреля 2007.
- Cragg, R. Civil Engineering Heritage - Wales & West Central England. — 2nd edn.. — 1997. — ISBN 0-7277-2576-9.